# Liste der Bodendenkmale in Groß Oesingen
In der Liste der Bodendenkmale in Groß Oesingen sind alle Bodendenkmale der niedersächsischen Gemeinde Groß Oesingen aufgelistet. Die Quelle ist der Denkmalatlas Niedersachsen. Der Stand der Liste ist der 18. Juni 2024.

## Allgemein
In den Spalten finden sich folgende Informationen des Bodendenkmales :
- Lage        : geographische Koordinaten
- Bezeichnung : Bezeichnung lt. Denkmalatlas
- Beschreibung: Beschreibung lt. Denkmalatlas
- ID          : Objekt-ID
- Bild        : Bild, ggf. zusätzlich mit Link zu weiteren Fotos im Medienarchiv Wikimedia Commons.

## Groß Oesingen
| Lage                         | Bezeichnung                    | Beschreibung | ID       | Bild |
| ---------------------------- | ------------------------------ | --- | -------- | ---- |
| 52° 38′ 23″ N, 10° 29′ 28″ O | Groß Oesingen 2, Burg Wickeloh | Dreigliedrige Wallanlage, die ein Gesamtareal von ca. 4 200 m² umfasst. Der innere Wall ist annähernd rund bis leicht oval (Dm. ca. 30 m), der mittlere hat eine ovale Grundform (58 × 40 m), während der äußere eher eiförmig (87 × 62 m) ist. Die Wälle sind an vielen Stellen nur noch ca. 0,50 m hoch. In der Mitte befindet sich ein Plateau von ca. 15 × 11 m. Die ehemalige Funktion der Anlage ist bisher nicht eindeutig geklärt, am wahrscheinlichsten ist eine mittelalterliche Burganlage. Alternativ ist auch an eine Wegesperre, einen Viehkral oder einen Pflanzgarten zu denken. | 28943538 | BW   |